# Lepteutypa hippophaes
Lepteutypa hippophaes är en svampart som först beskrevs av Sollm., och fick sitt nu gällande namn av Arx 1970. Lepteutypa hippophaes ingår i släktet Lepteutypa och familjen Amphisphaeriaceae.   Inga underarter finns listade i Catalogue of Life.